# Saint Laurent (película)
Saint Laurent es una película del 2014 coescrita y dirigida por Bertrand Bonello, y protagonizada por Gaspard Ulliel como Yves Saint Laurent, Jérémie Renier como Pierre Bergé y Louis Garrel como Jacques de Bascher. El elenco incluye además a Léa Seydoux, Amira Casar, Aymeline Valade y Helmut Berger. Se estrenó el 24 de septiembre de 2014.
Fue seleccionada por Francia para aspirar al Óscar a la mejor película extranjera en los Premios Óscar de 2014, pero no llegó a ser nominada.

## Sinopsis
La película se centra en la vida de Saint Laurent desde 1967 hasta 1976, durante este tiempo tuvo fama como diseñador de modas.

## Elenco

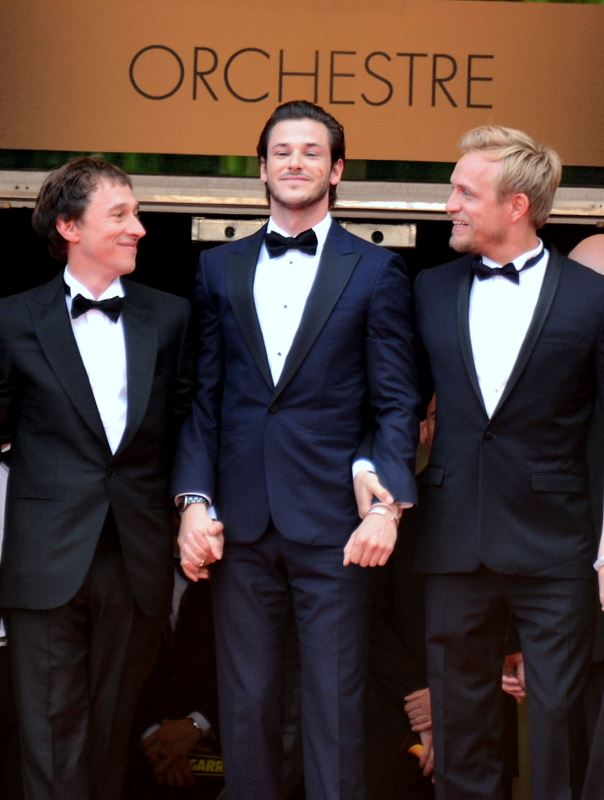
Bertrand Bonello, Gaspard Ulliel y Jérémie Renier promocionando la película en el Festival de Cannes.

- Gaspard Ulliel como Yves Saint Laurent.
- Jérémie Renier como Pierre Bergé.
- Louis Garrel como Jacques de Bascher.
- Léa Seydoux como Loulou de la Falaise.
- Amira Casar como Anne-Marie Munoz.
- Aymeline Valade como Betty Catroux.
- Helmut Berger como Yves Saint Laurent en 1989.
- Valeria Bruni Tedeschi como Madame Duzer.
- Micha Lescot como Monsieur Jean-Pierre.
- Jasmine Trinca como Talitha Getty.
- Valérie Donzelli como Renée.
- Dominique Sanda como Lucienne.

## Producción
La filmación comenzó el 30 de septiembre de 2013.

## Estreno
La película se iba a estrenar el 14 de mayo de 2014. En enero de 2014, el estudio anunció que el estreno se atrasaría al 1 de octubre de 2014. Luego, el estreno se cambió al 24 de septiembre de 2014.

## Nominaciones
| Año  | Categoría                        | Resultado |
| ---- | -------------------------------- | --------- |
| 2014 | Palma de Oro a la mejor película | Nominada  |

| Año  | Categoría                       | Resultado |
| ---- | ------------------------------- | --------- |
| 2014 | Mejor película francesa del año | Nominada  |

| Año  | Categoría        | Nominado                           | Resultado |
| ---- | ---------------- | ---------------------------------- | --------- |
| 2015 | Mejor película   | Mejor película                     | Nominado  |
| 2015 | Mejor dirección  | Bertrand Bonello                   | Nominado  |
| 2015 | Mejor actor      | Gaspard Ulliel                     | Ganador   |
| 2015 | Mejor guion      | Bertrand Bonello y Thomas Bidegain | Nominados |
| 2015 | Mejor fotografía | Josée Deshaies                     | Nominada  |

| Año  | Categoría                                 | Nominado                                  | Resultado |
| ---- | ----------------------------------------- | ----------------------------------------- | --------- |
| 2015 | Mejor película extranjera en coproducción | Mejor película extranjera en coproducción | Nominada  |
| 2015 | Mejor actor secundario                    | Jérémie Renier                            | Ganador   |

| Año  | Categoría                 | Nominado     | Resultado |
| ---- | ------------------------- | ------------ | --------- |
| 2014 | Mejor diseño de vestuario | Anais Romand | Nominada  |

| Año  | Categoría              | Nominado                                             | Resultado |
| ---- | ---------------------- | ---------------------------------------------------- | --------- |
| 2015 | Mejor película         | Mejor película                                       | Nominada  |
| 2015 | Mejor dirección        | Bertrand Bonello                                     | Nominado  |
| 2015 | Mejor actor            | Gaspard Ulliel                                       | Nominado  |
| 2015 | Mejor actor secundario | Jérémie Renier                                       | Nominado  |
| 2015 | Mejor actor secundario | Louis Garrel                                         | Nominado  |
| 2015 | Mejor sonido           | Nicolas Moreau, Nicolas Cantin y Jean-Pierre Laforce | Nominados |
| 2015 | Mejor fotografía       | Josée Deshaies                                       | Nominada  |
| 2015 | Mejor montaje          | Fabrice Rouaud                                       | Nominado  |
| 2015 | Mejor decorado         | Katia Wyszkop                                        | Nominado  |
| 2015 | Mejor vestuario        | Anaïs Romand                                         | Ganadora  |